# Isis (musikgrupp)
Isis var en experimentell metalgrupp från Boston, USA.
Bandet grundades 1997 efter att medlemmarna spelat tillsammans under en tid, och musiken influerades starkt av sludge, doom och postrock. Denna stil skulle senare komma att bli känd post-metal. 
Gruppens första fullängdsalbum Celestial släpptes år 2000, och karaktäriserades av ett hårdare, sludge-influerat sound inspirerat av band som Neurosis och Godflesh. Nästa skiva hette Oceanic och kom 2002. Denna skiva var mer influerad av postrock, och fokuserar på repetition av riff och ambient. Deras senaste skiva kom ut 2009 under namnet Wavering Radiant.
Medlemmarna i Isis meddelade i maj 2010 via sin blogg att bandet upplöstes. Medlemmarna säger att det var ett gemensamt beslut och inget som berodde på konflikter inom bandet. "Simply put, ISIS has done everything we wanted to do, said everything we wanted to say." 

## Medlemmar
Senaste medlemmar
- Jeff Caxide – basgitarr (1997–2010)
- Aaron Harris – trummor (1997–2010)
- Aaron Turner – gitarr, sång (1997–2010)
- Michael Gallagher – gitarr (1999-2010)
- Bryant Clifford Meyer – keyboard, elektronik, gitarr (2000–2010)

Tidigare medlemmar
- Chris Mereschuk – keyboard, elektronik (1997–1999)
- Randy Larsen – gitarr (1998–1999)
- Jay Randall – elektronik (1999–2000)

## Diskografi
Studioalbum
- 2000 – Celestial
- 2002 – Oceanic
- 2004 – Panopticon
- 2006 – In the Absence of Truth
- 2009 – Wavering Radiant

Livealbum
- 2004 – Live.01 (inspelad 23 september 2003, The Fillmore, San Francisco, Kalifornien, USA)
- 2004 – Live.02 (19 mars 2003, Stockholm, Sverige)
- 2005 – Live.03 (7 december 2004, The Launchpad, Albuquerque, New Mexico, USA)
- 2006 – Live.04 (2001 - 2005)
- 2009 – Live V (23 juli 2006, KOKO, London, England)
- 2012 – Live VI (16 november 2007, Hawthorne Theatre, Portland, Oregon, USA)

EP
- 1998 – The Mosquito Control EP
- 1999 – The Red Sea
- 1999 – Sawblade
- 2001 – SGNL>05

Singlar
- 2008 – "Holy Tears"
- 2008 – "Not in Rivers, But in Drops"